# 廠衛
廠衛是中國明朝各種直屬皇帝的情報、政治警察機構的總稱，其作用是暗中偵察各级官员的言行舉止，掌握情報，在特许下可以不經由正式司法機構的的審判過程，而判決並處罰犯人，該機構反映了明朝帝王獨裁統治的特色。廠衛包括明太祖所設立的錦衣衛、明成祖所設立的东厂、明憲宗時由宦官汪直所設的西厂、明武宗時宦官刘瑾設立的內廠（內行廠），其中除錦衣衛為外官，其長官指揮使通常由皇帝親信就任外，這類機構多由宦官直接掌管，对各级官员有强烈牵制的作用。

## 評價
明末嘉兴府生员沈起堂曾论曰：“明不亡於流寇，而亡於廠衛。”